# عبور سواری ممنوع
 عبور سواری ممنوع جزء نشان‌های بازدارنده یا انتظامی راهنمایی و رانندگی است. رانندگان خودروهای سواری در هنگام مشاهده این علامت باید از وارد شدن به گذر خیابانی شدیداً" خودداری کند. این نشان در ایران نیز رایج است.